# Remko Bicentini
Remko Bicentini (Nimega, 20 febbraio 1968) è un allenatore di calcio ed ex calciatore olandese, di ruolo difensore.

## Carriera

### Allenatore
Ha cominciato la propria carriera come vice allenatore della nazionale delle Antille Olandesi, di cui nel 2008 è stato nominato commissario tecnico. Nel 2010 ha firmato un contratto con il Beuningse Boys. Nel 2011 è diventato vice allenatore della nazionale di Curaçao (nata dopo la dissoluzione delle Antille Olandesi). Dal 2012 al 2017 è stato anche allenatore dell'AWC. Il 24 agosto 2016 viene nominato commissario tecnico della nazionale di Curaçao, con cui partecipa alla Gold Cup 2017.